# Racchi
Racchi (quechua: Raqchi) es un sitio arqueológico incaico ubicado en el distrito de San Pedro de Cachas en la provincia de Canchis (Cuzco, Perú). El sitio arqueológico también es conocido como el templo de Viracocha debido a una de sus construcciones emblemáticas. Se encuentra cercano al pueblo de Raqchi y al río Vilcanota. El sitio ha experimentado un aumento reciente en el turismo, con 83.334 visitantes al sitio en el 2006, frente a 8.183 en el 2000 y 452 durante 1996.
El complejo de Racchi se compone de varias áreas diferentes cada una designada con una función específica.

## Templo de Huiracocha
La estructura más importante del sitio arqueológico de Racchi es el Templo de Huiracocha, una enorme estructura rectangular de dos pisos que mide 92 metros de largo por 25.5 de ancho. La estructura la compone una pared central de adobe de entre 18 y 20 metros de altura, con una base de piedra andesita. Cuenta con ventanas y puertas, está flanqueada a ambos lados por una hilera de 11 columnas circulares con la parte inferior en piedra y la superior en barro.
Antes de su destrucción por los españoles, el templo tenía lo que se cree, el mayor techo en el Imperio incaico, teniendo su cúspide en la pared central que se extiende sobre las columnas y unos 25 metros (82 pies) más allá de cada lado. Las grandes proporciones del templo, y su prominencia en el sitio explican por qué a todo el complejo también se denomina como el Templo de Huiracocha.

## Almacenes

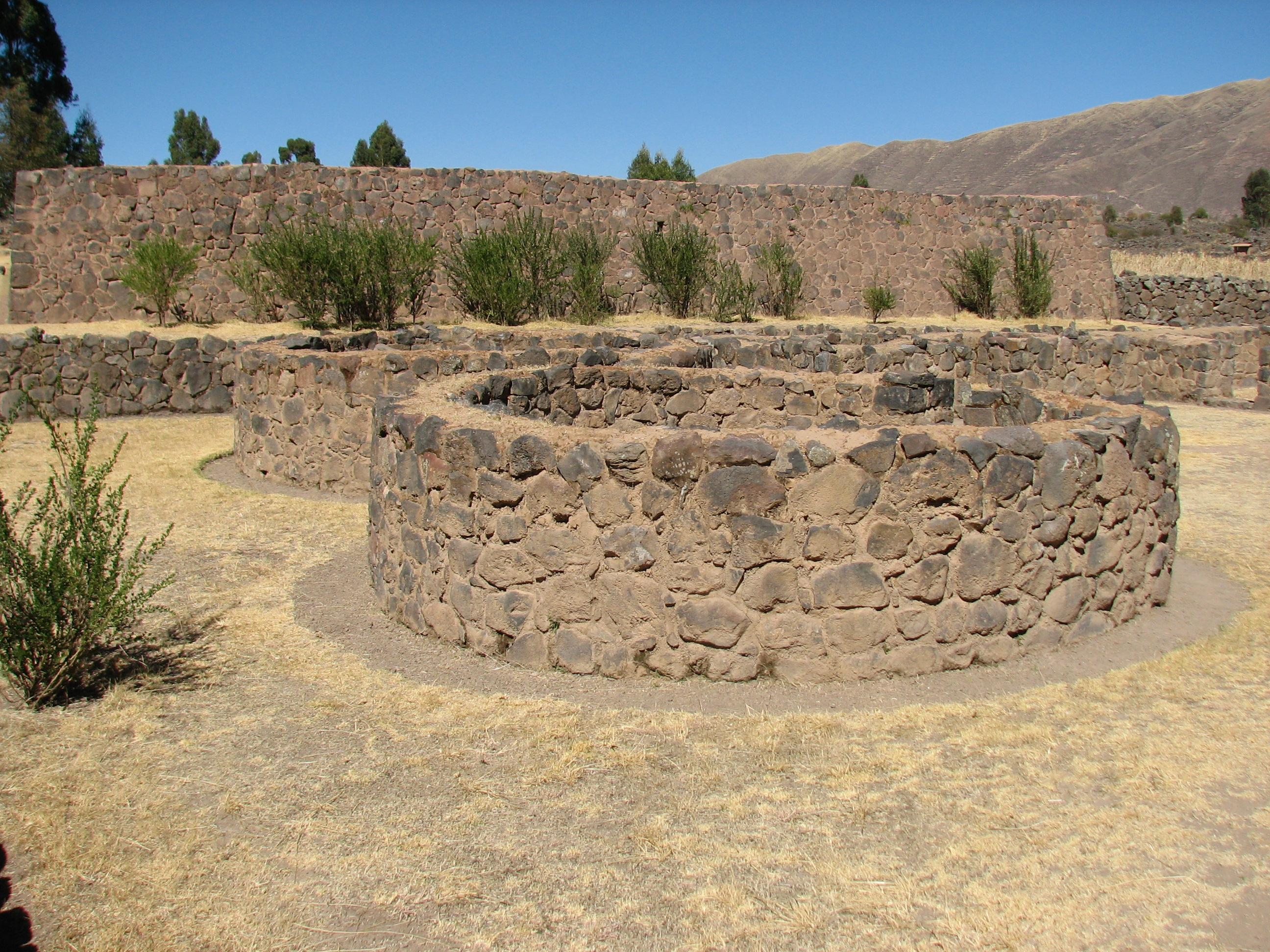
Las colcas (qullqa) fueron construcciones típicas incaicas para almacenar la producción excedente.

Hacia el oriente del templo de Viracocha existen 156 colcas o almacenes de planta circular con 8 m de diámetro y 4 m de altura, ubicadas en líneas paralelas. Estos almacenes fueron utilizados para guardar granos como el maíz y la quinua, papa, chuño, pescado seco traído de la costa, carne seca de alpaca, traída desde la meseta del collao, que se utilizaban para fines ceremoniales y principalmente para repartir en los diferentes suyos. Los depósitos también son únicos ya que a diferencia de otras estructuras en todo el imperio no son cuadrados.

## Camino Inca
Por Raqchi para el Camino Inca principal que recorría el dominio inca desde lo que es hoy Pasto en Colombia, pasando por Quito, Cajamarca, Huanuco, Cusco, y llegando hasta Tucumán, en Argentina, pasando por Pucará, Tiahuanaco en Bolivia, y Chuquisaca. Sobre el trazado del Camino Inca en la localidad se ha construido, probablemente en el siglo XVIII una capilla católica.

## Galería

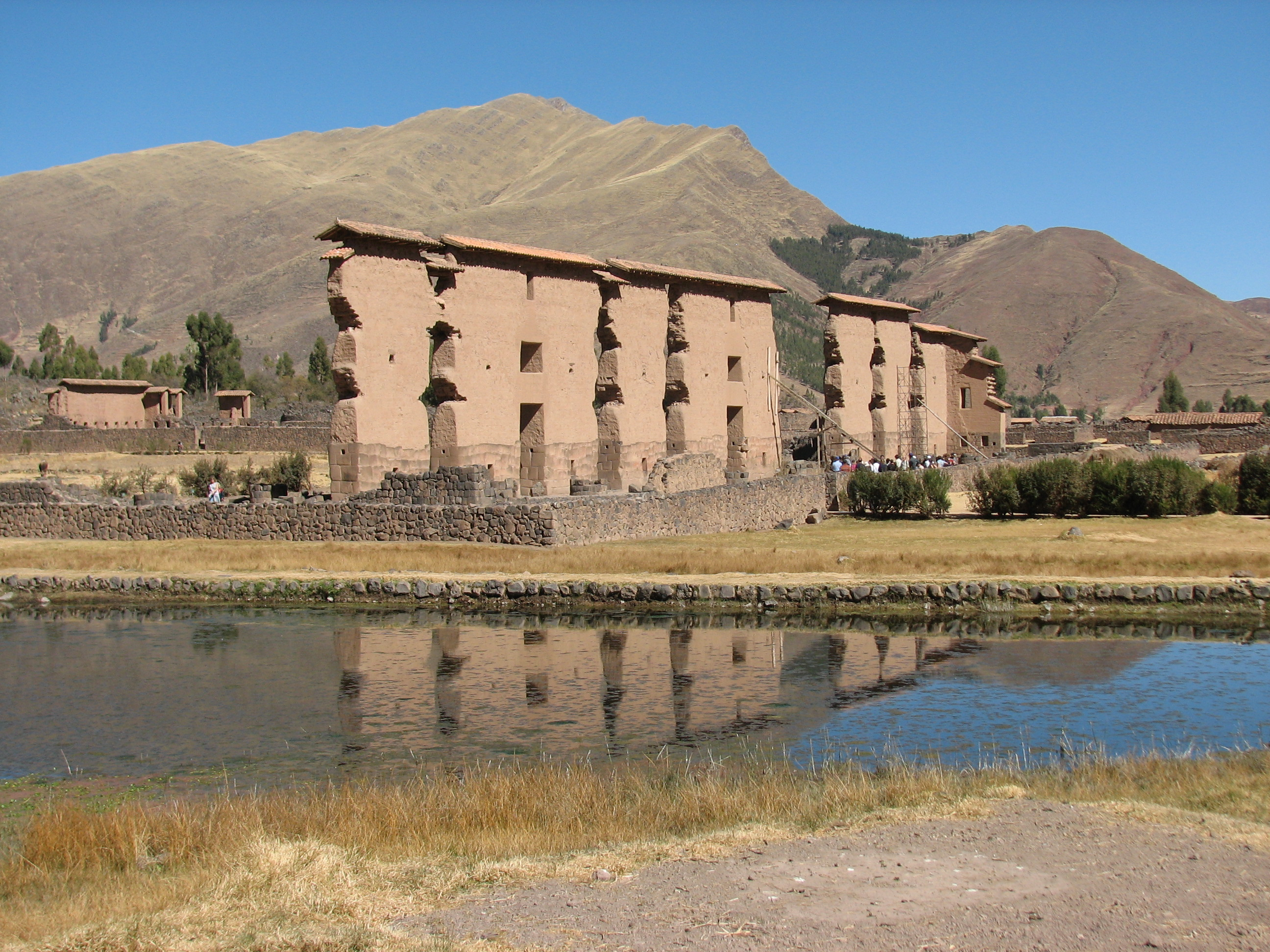
Vista del templo de Huiracocha.
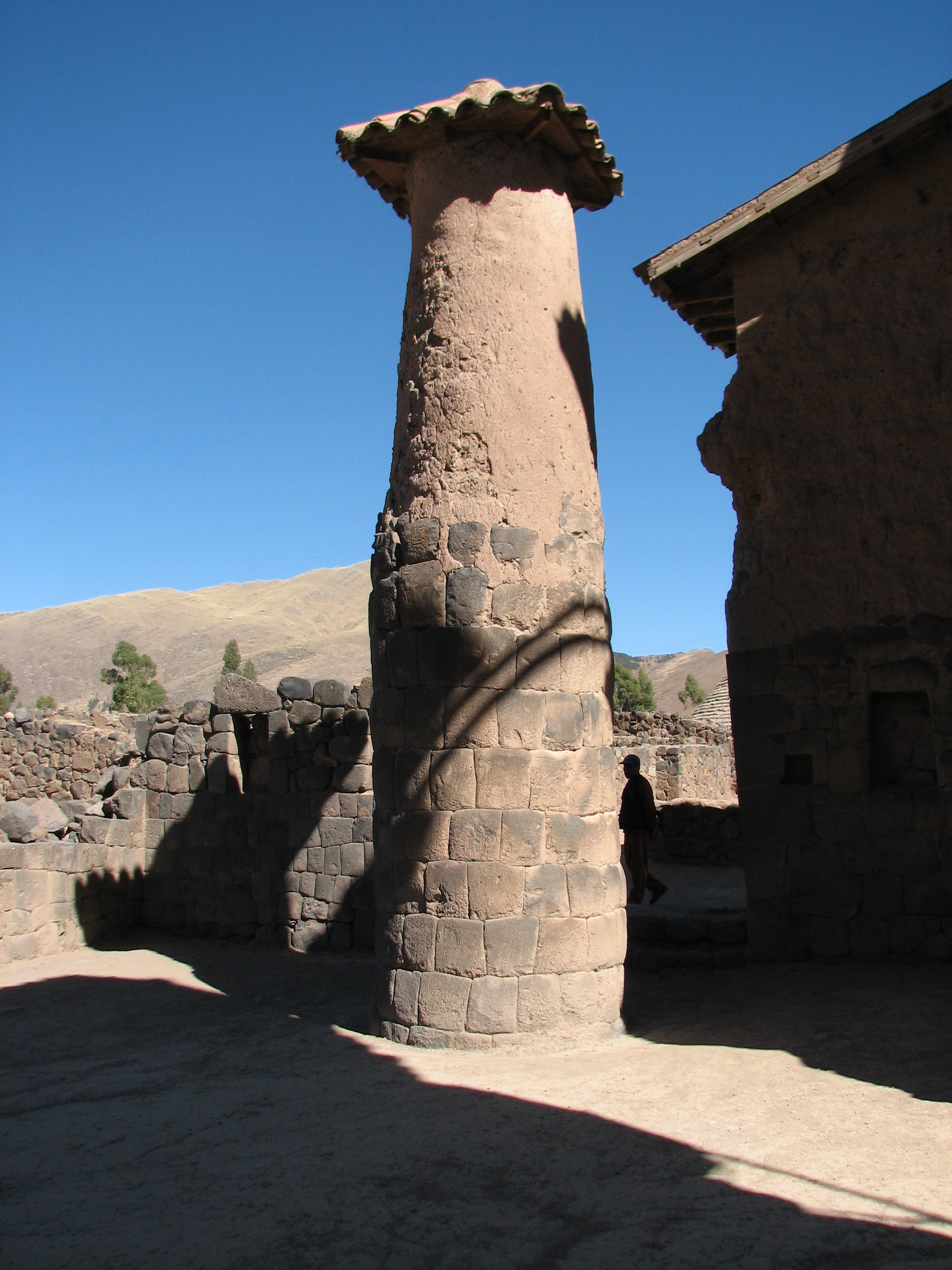
Restos de una columna en el sitio arqueológico de Raqchi.
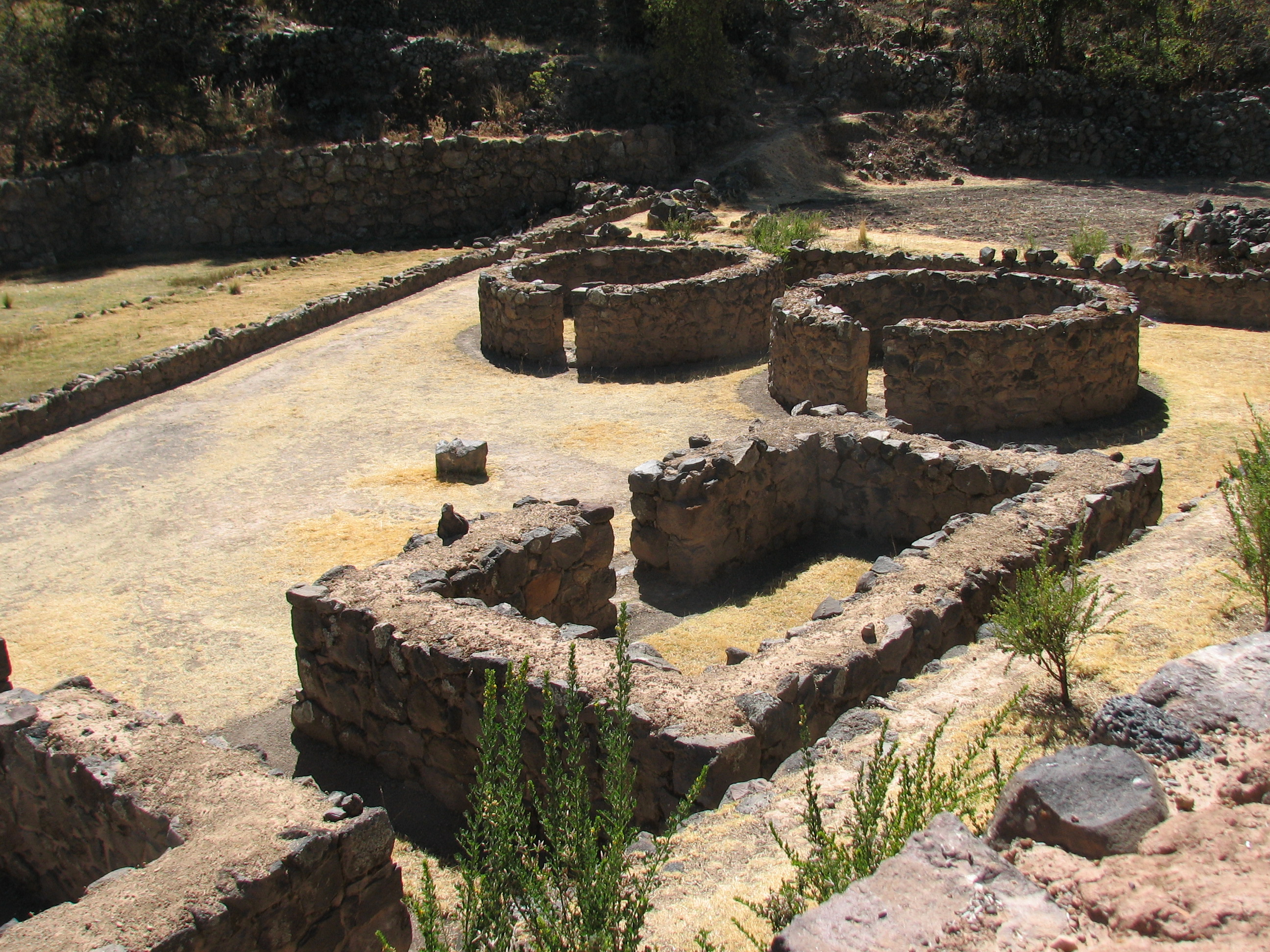
Qolqas (o Colca) en Raqchi.
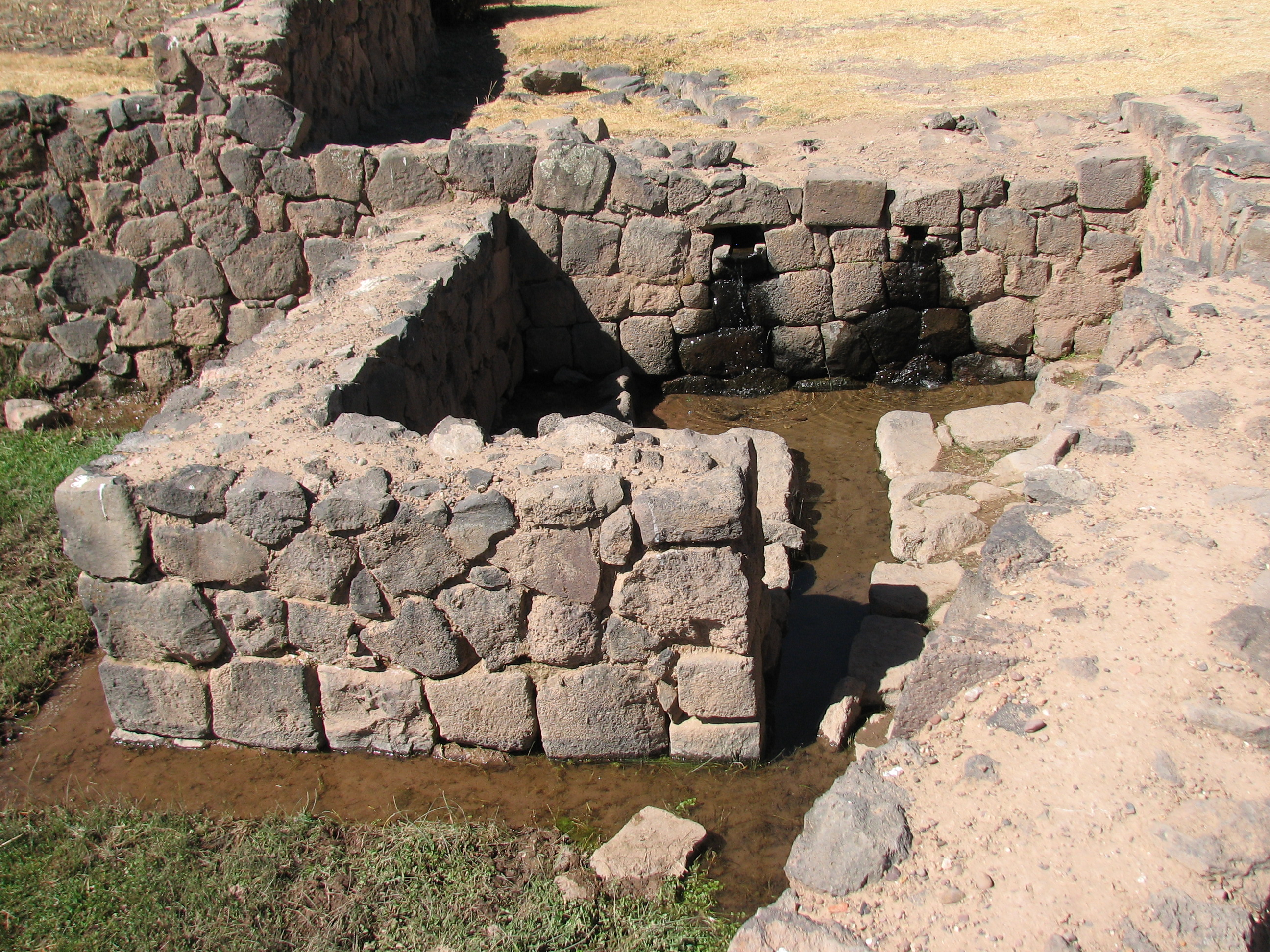
Uno de los "Baños del Inca" en Raqchi.
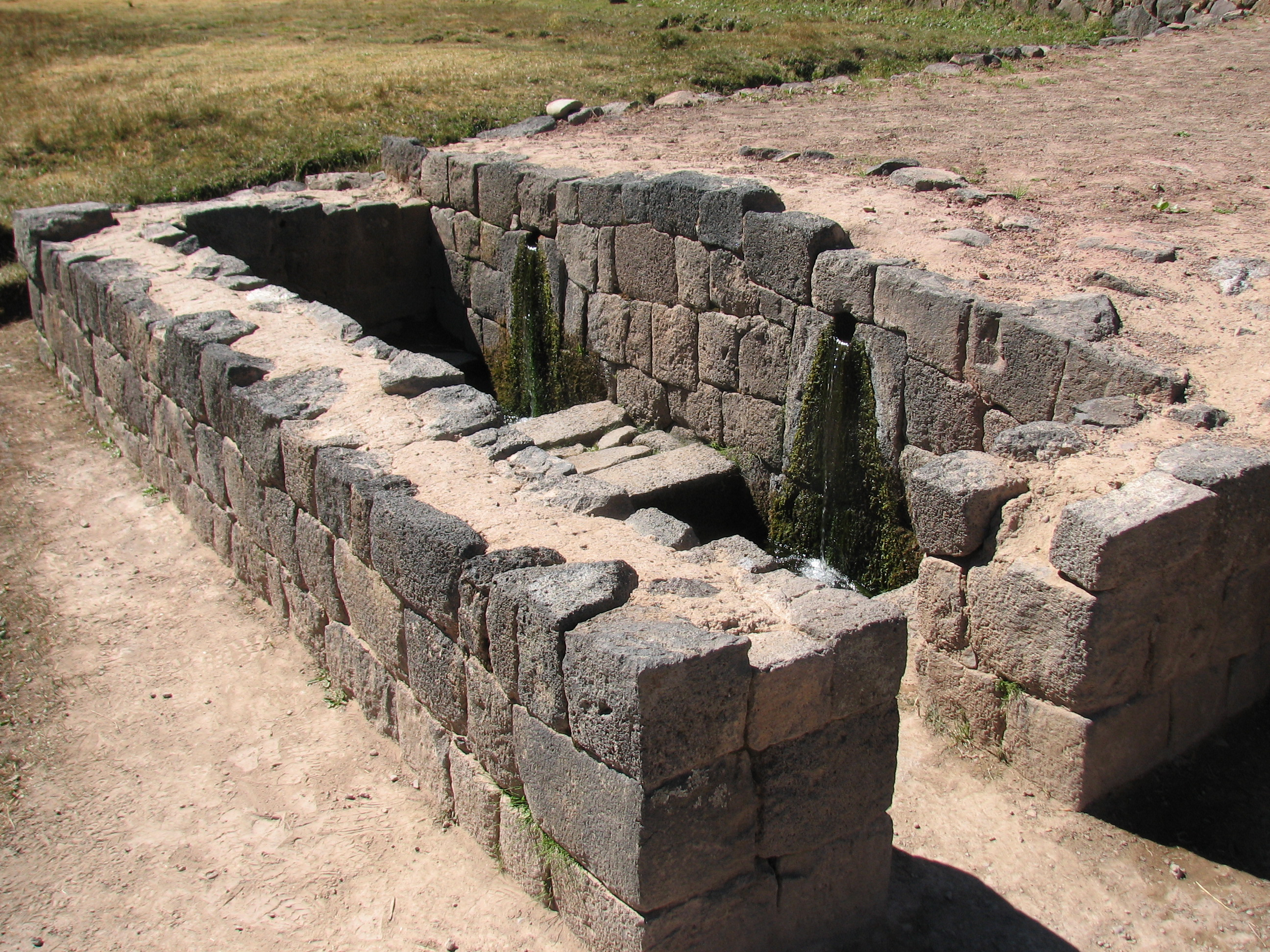
Baños del Inca abastecidos de agua permanente.
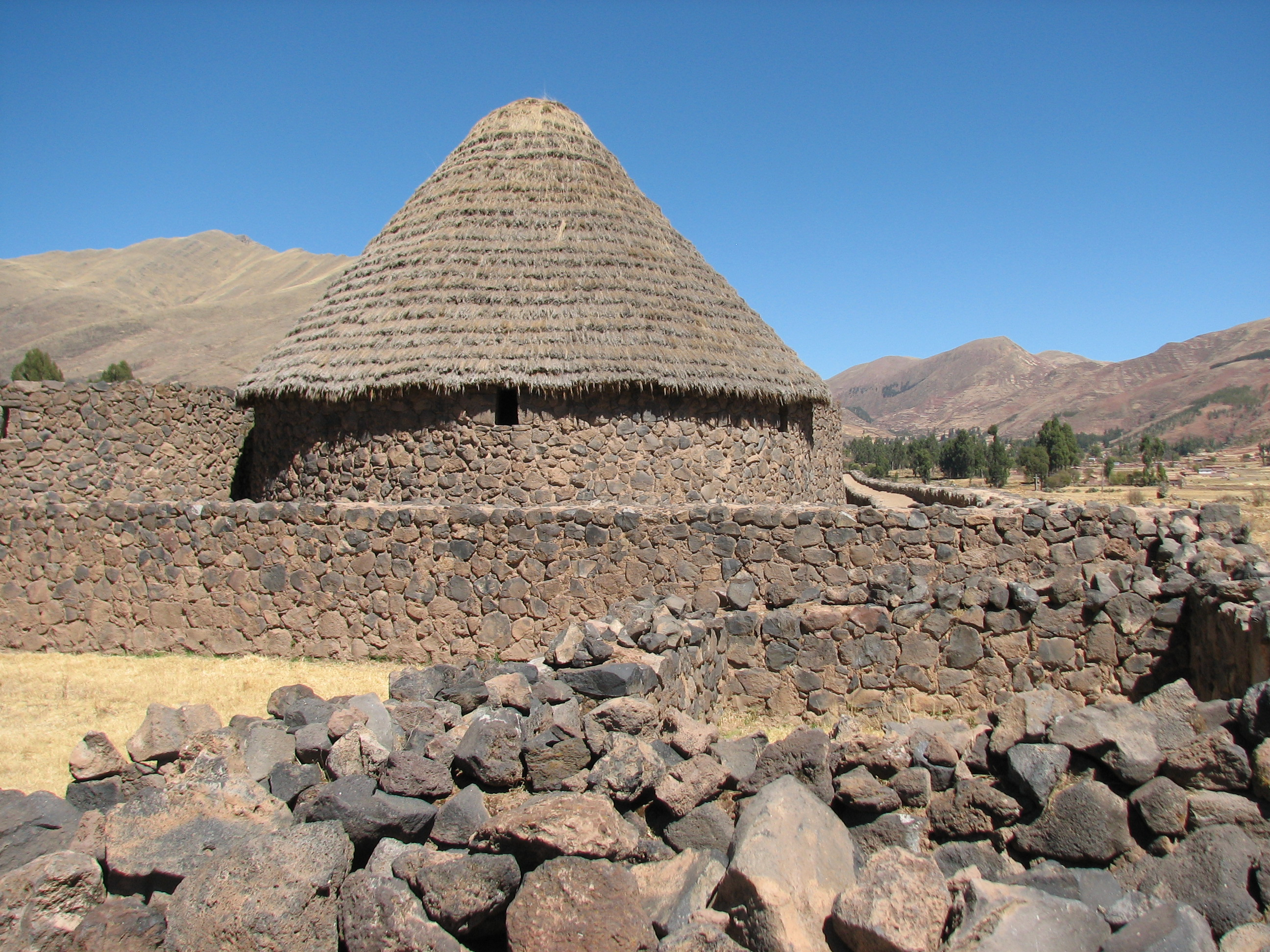
Qolqa restaurada con techo de paja.
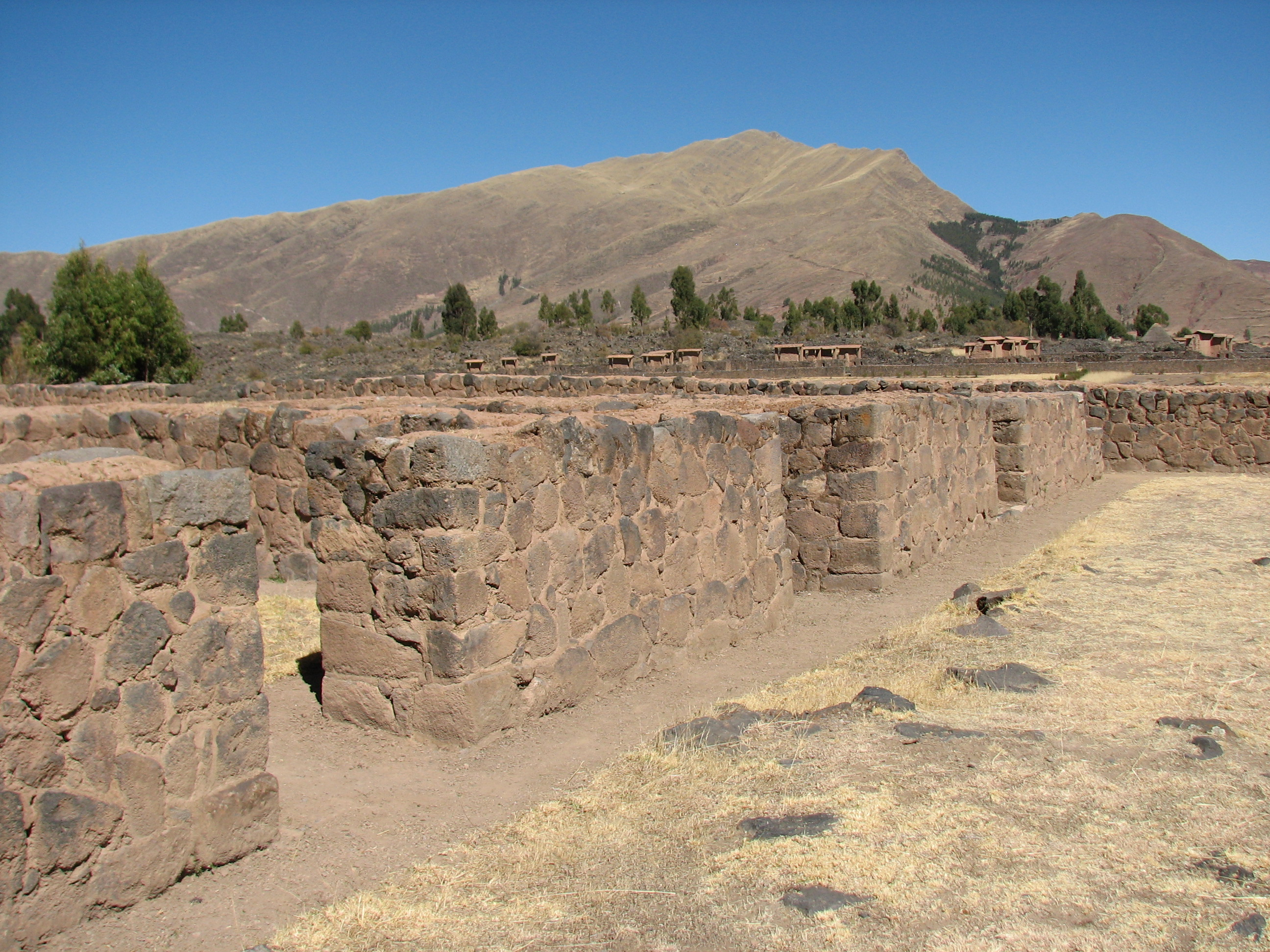
Sitio de habitaciones en Raqchi.
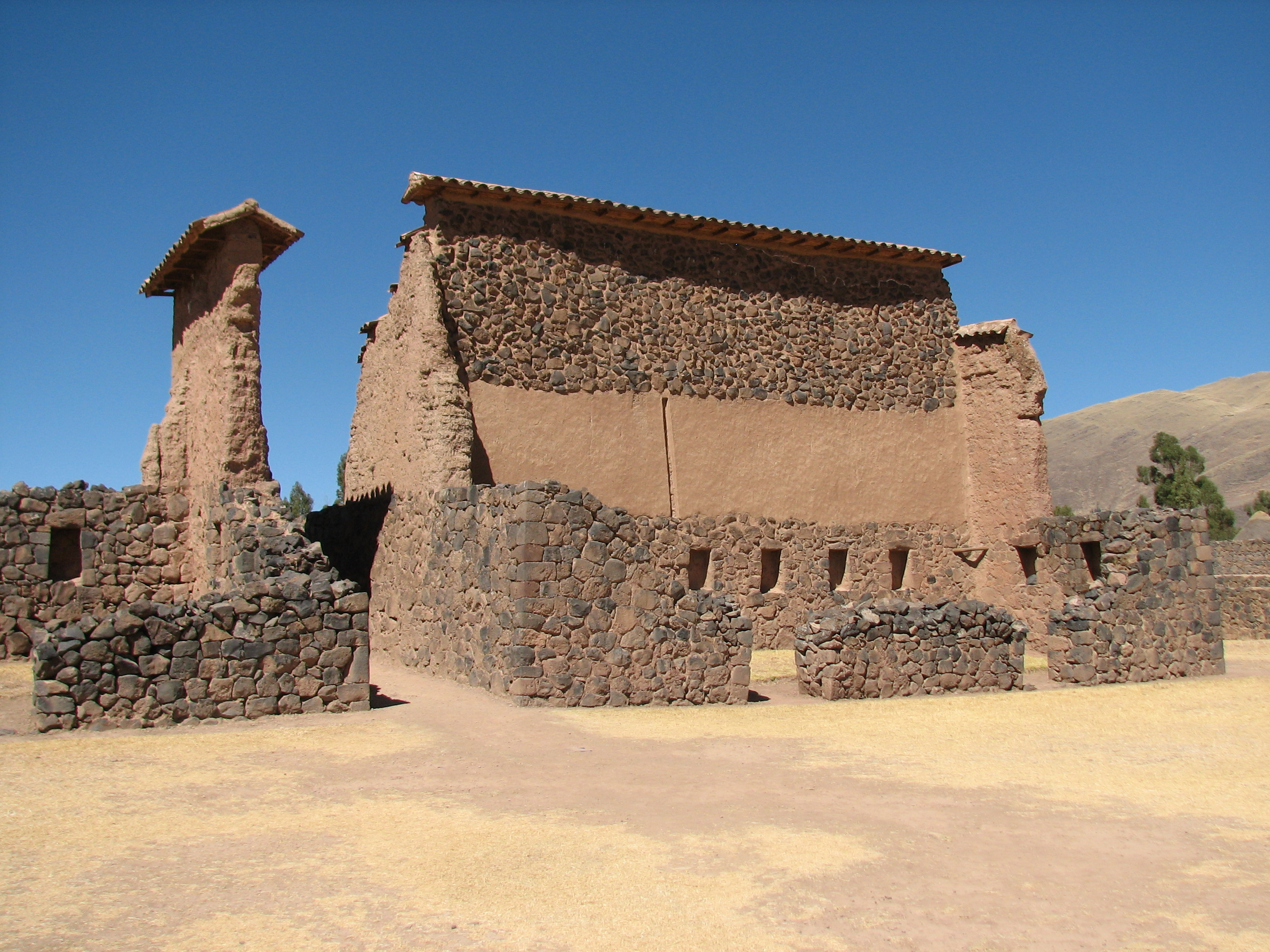
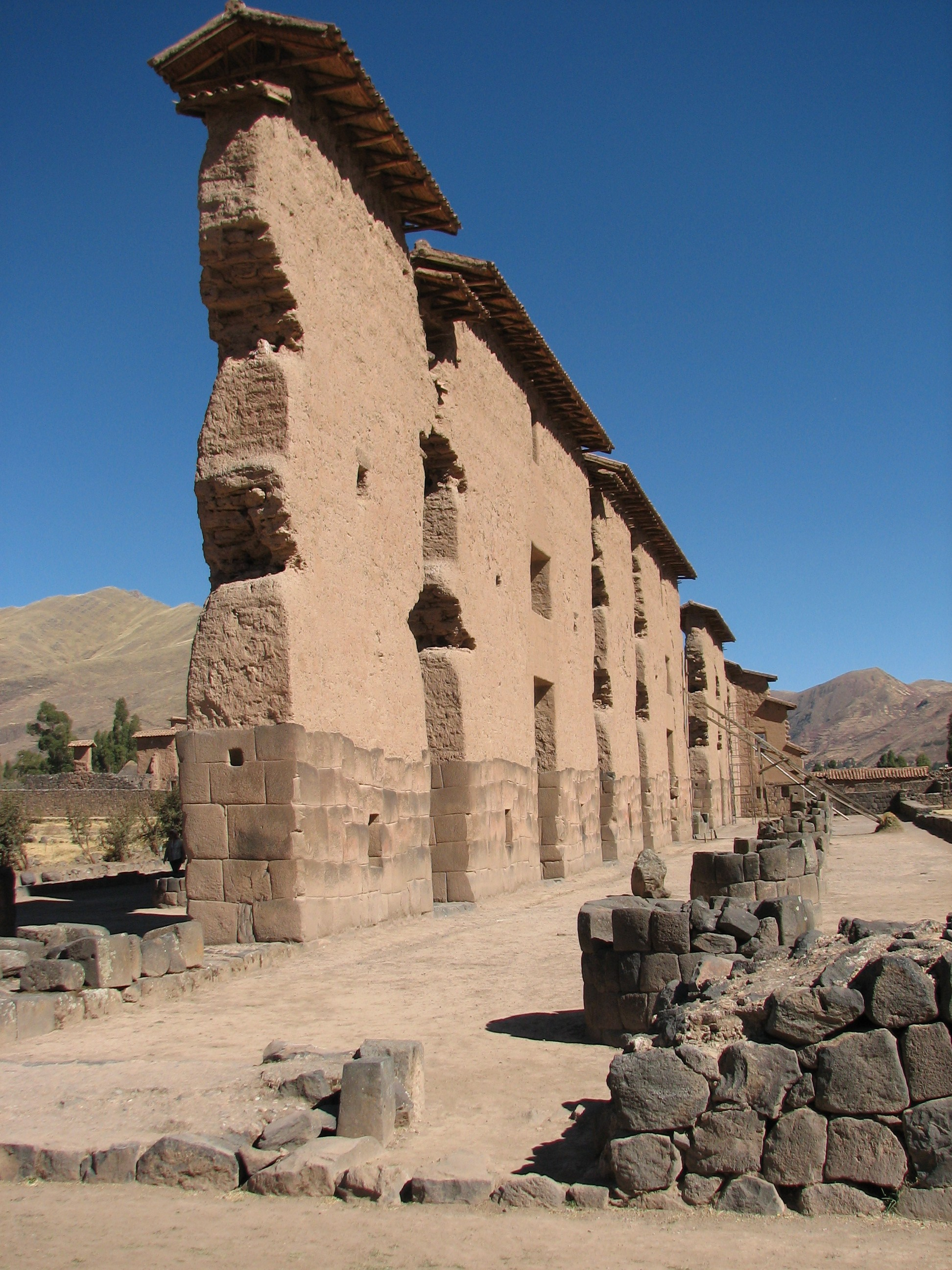
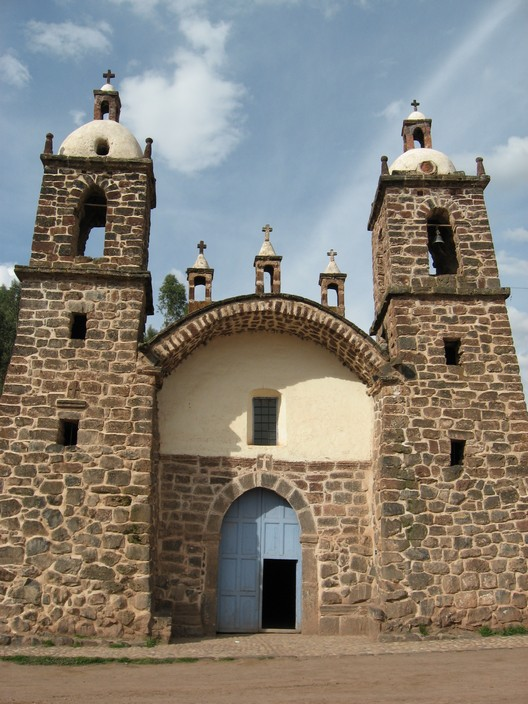
La iglesia en Racchi
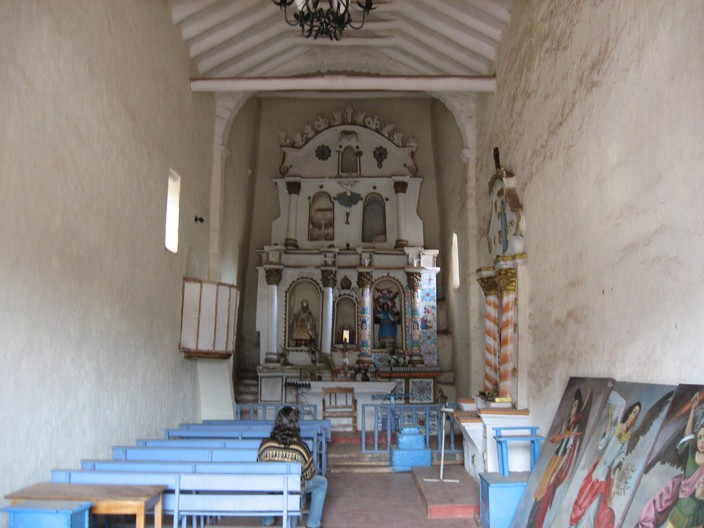
Vista interior de la iglesia en Racchi